# Perrotia microspora
Perrotia microspora är en svampart som beskrevs av Verkley 2004. Perrotia microspora ingår i släktet Perrotia och familjen Hyaloscyphaceae.   Inga underarter finns listade i Catalogue of Life.